# Poema sinfonico per 100 metronomi
Il Poema sinfonico per 100 metronomi è una composizione di musica sperimentale scritta da György Ligeti nel 1962 per il gruppo dadaista Fluxus.

## Analisi
Questo brano è stato concepito per l'insolito organico di 100 metronomi, gestiti in gruppi di 10 da 10 musicisti diversi. Il direttore d'orchestra inizialmente ordina agli esecutori di caricare completamente o parzialmente i metronomi e di impostarli su periodi differenti, poi di azionarli quanto più velocemente possibile. Il suono dei metronomi è amplificato da altoparlanti.
Il pezzo venne criticato abbondantemente, tant'è che la televisione si rifiutò di trasmettere la prima esecuzione avvenuta durante la settimana musicale Gaudeamus, in Olanda